# Dani Brandi
Daniele Brandi (São Paulo, 22 de fevereiro de 1984) é uma jornalista, radialista e publicitária brasileira. Ganhou notoriedade ao se tornar repórter do Primeiro Impacto e posteriormente, se tornou apresentadora fixa da última fase do telejornal policial do SBT, Tá na Hora, antes deste ser definitivamente encerrado em 1.° de agosto de 2025, após queda crescente na audiência. Atualmente, apresenta a nova versão do telejornal Aqui Agora, juntamente com Geraldo Luís & Marcos Pagetti. 

## Biografia
Daniele Brandi iniciou sua carreira profissional como publicitária, sua primeira formação acadêmica. Posteriormente, realizou seu sonho de se tornar jornalista, profissão que exerce há mais de 10 anos. Antes de ingressar na televisão, trabalhou como faxineira e atendente de padaria, experiências que moldaram sua determinação e ética de trabalho.
Com passagens por diversas emissoras de televisão em São Paulo, Daniele também atuou como apresentadora em importantes rádios da capital paulista, como Antena 1, Rádio Disney e NovaBrasil FM, onde comandou o jornalístico Radar até agosto de 2022.
Em dezembro de 2020, ingressou no SBT como repórter. Em 2022, passou a integrar a equipe do Primeiro Impacto no quadro Direto da Redação. Já em setembro de 2023, foi escolhida como co-apresentadora no novo formato do jornal. Em março de 2024, após a saída de Márcia Dantas, tornou-se a única apresentadora titular do programa.
Após uma série de rumores envolvendo um possível acerto com a RedeTV!, Datena pediu para deixar o comando do Tá na Hora e rescindiu seu contrato com o SBT. Em meio ao impasse e ao desconforto gerado nos bastidores da emissora, Dani Brandi foi escalada inicialmente como substituta provisória. Pouco tempo depois, foi efetivada como titular do programa. Ainda em maio de 2025, enquanto aguardava a definição da nova data de estreia de um novo projeto, Dani foi escalada para o rodízio de apresentadores da edição de sábado do SBT Notícias, exibida na faixa do almoço, com uma segunda edição no horário vespertino. No mesmo período, foi anunciada como apresentadora da terceira versão do Aqui Agora, ao lado de Macedão. A estreia estava inicialmente marcada para 2 de junho, depois adiada para o dia 9. No entanto, devido a ajustes no formato — conforme comunicado oficial do SBT — a estreia acabou sendo cancelada. Diante do cancelamento e pela praticidade da continuidade do formato vigente, além do bom desempenho de Brandi, a emissora optou por mantê-la à frente do Tá na Hora, que seguiu no ar até sua última edição, exibida em 1.º de agosto de 2025. Dois meses após o cancelamento do projeto original, o SBT decidiu relançar o Aqui Agora em um novo formato, a partir de agosto de 2025, adotando uma linha editorial menos sensacionalista e com apresentação de Dani em parceria com Marco Pagetti.

## Filmografia
| Ano           | Título           | Função        | Notas                       |
| ------------- | ---------------- | ------------- | --------------------------- |
| 2022–23       | Primeiro Impacto | Repórter      | Quadro: "Direto da Redação" |
| 2023–25       | Primeiro Impacto | Apresentadora | [ 17 ] [ 18 ]               |
| 2025          | Tá na Hora       | Apresentadora | [ 19 ] [ 20 ]               |
| 2025–presente | SBT Notícias     | Apresentadora | [ 21 ]                      |
| 2025–presente | Aqui Agora       | Apresentadora |                             |